# Phaniola cerina
Phaniola cerina är en tvåvingeart som beskrevs av Louis-Paul Mesnil 1978. Phaniola cerina ingår i släktet Phaniola och familjen parasitflugor.
Artens utbredningsområde är Madagaskar. Inga underarter finns listade i Catalogue of Life.